# 李鏻
李鏻（861年—948年2月2日），唐朝末年至五代十国后唐、后晋、后汉官员。
李鏻是唐朝宗室，郑王李元懿八代孙，李宗閔哥哥李宗冉的孙子。父亲李洎，韶州刺史。伯父李汤，咸通年间为给事中。唐懿宗任命乳母楚国夫人的女婿为夏州刺史，李汤封还制书，下诏：“朕少年失去母亲，若非楚国夫人抚养，则无朕此身，虽不合朝典，望卿通融，今后不得援以为例。”李汤才奉诏。李鏻年轻时应考进士，多次不第。客居河朔，自称清海军掌书记，谒见定州王处直，王处直不礼遇他。李鏻脱去绿袍，穿上绯袍，入镇州拜谒要人李宏规，因是同姓，把他当兄长看待，由是得以进入仕途。赵王王镕辟为从事，其后张文礼弑杀王镕自立，李鏻作为张文礼的宾客。张文礼派遣李鏻去拜见晋王。李鏻为人利口敢言，暗中陈述张文礼之罪，为晋王筹划击败他的之策略，晋王表示赞赏。晋王平镇州后，以李鏻为霸府支使。曾经从容地对晋王说：“李鏻我有四个儿子，请把他们诛杀。”晋王问原因，他回答：“他们生在镇州，熏染叛乱的习气，不可留在人世。”晋王笑着制止了他。同光初年，晋王即位为庄宗，任命他为宗正卿，兼工部侍郎，以李琼为少卿。唐献祖、唐懿祖墓在赵州昭庆县，后唐初建，李鏻、李琼上言：“献祖宣皇帝建初陵，懿祖光皇帝启运陵，请设置陵台令。”县中自称宗室的无赖有百馀人，宗正没有谱牒，不能考证。有富民李守恭到宗正寺自称世代为丹阳竟陵台令，贿赂宗正官吏，李鏻、李琼不加详考，于是补任他为陵台令。李守恭于是持红幡招揽部曲，侵夺民田百馀顷，说是陵园墙内的土地。百姓上诉官府，官府不能决断，奏闻朝廷。庄宗问公卿博士，故唐诸帝陵寝所在。公卿博士说 ：“丹阳在今润州，竟陵并非唐朝的帝陵。李鏻不学无知，不足以担任九卿。”于是贬为司农少卿，削金紫，不久，出为河中节度副使。唐明宗即位，以李鏻有旧交，召还，历任兵部侍郎、户部侍郎，工部尚书、户部尚书。长兴年间，李鏻认为自己马上就要担任宰相了，对冯道、赵凤说：“唐朝旧例，宗室都担任宰相。现在唐祚中兴，应该按照旧典，敦叙宗室，才高之人当居相位。我虽不才，曾事奉庄宗霸府，于藩邸时面见今上。家中几代封侯拜相，靖安李氏，不在诸族之下；比较才艺，也不让众人。把我安置在朝官班次，诸君心安吗？”冯道、赵凤对他不安分的言论表示愤怒。后来杨吴间谍者见到李鏻说明情况，李鏻对枢密使安重诲说：“杨溥想要归顺我国很久了，如果朝廷遣使晓谕，伪吴就随即归附。”安重诲相信了他，用玉带给间谍作为信物，很久他也没回信，于是朝廷贬李鏻为兖州行军司马。李鏻与李从珂有旧，回京后再为户部尚书，转任兵部尚书。他奉使湖南，听说李从珂即位，大喜，以为皇帝必任用自己为相。回来路过荆南，对高从诲说：“士人的仕途有否有泰，我不为现时重用很久了。现在新天子即位，我将被重用了。”于是从高从诲这里求得宝货作为进贺，高从诲给他两支红色马尾拂尘、一张长尾猿皮，为李鏻摆酒宴，问其副使马承翰说：“如今朝廷大臣，谁有担任宰相辅政的声望？”马承翰说：“尚书崔居俭、左丞姚顗，其次就是太常卢文纪。”高从诲笑着看了看左右，取来进奏官的报状给李鏻看，姚顗与卢文纪都被任命为平章事了。李鏻羞愧失色。还京，于是献上猿皮、拂尘，李从珂最终没有重用他。之前，李愚自太常卿为相，而卢文纪代任为太常卿，卢文纪作为相，鏻乃求为太常卿。朝廷任命他兼判太常卿事，他谢表中说：“臣有辱入相之资。”朝士传为笑谈。朝廷让他主持选部，于是铨选失序，被舆论指责。后晋天福年间，守太子少保。开运年间，迁太子太保。刘知远入京，授守司徒，天福十二年十二月二十庚子，李鏻去世，年八十八岁。赠太傅。